# 香港諾富特世紀酒店

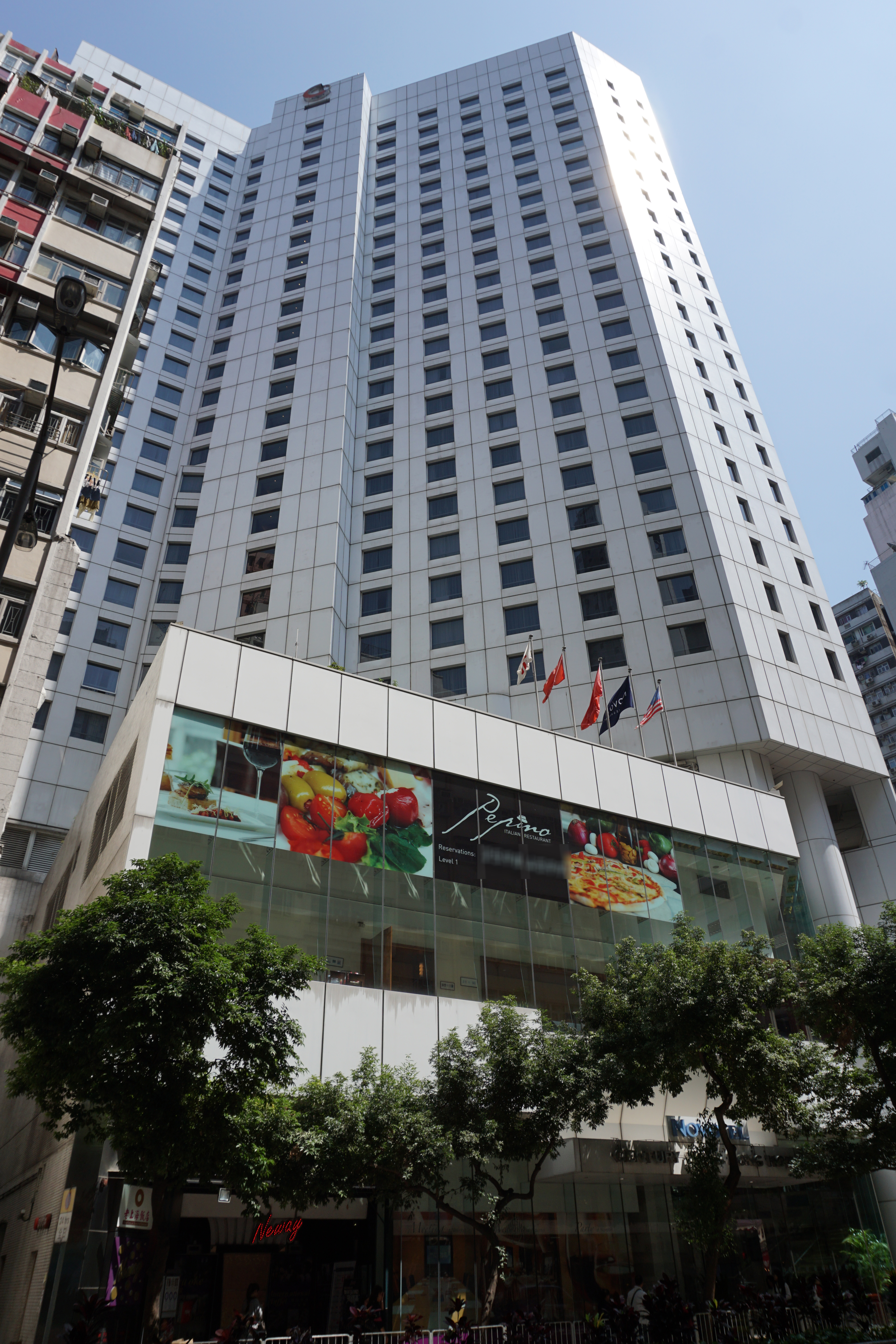
酒店西南面

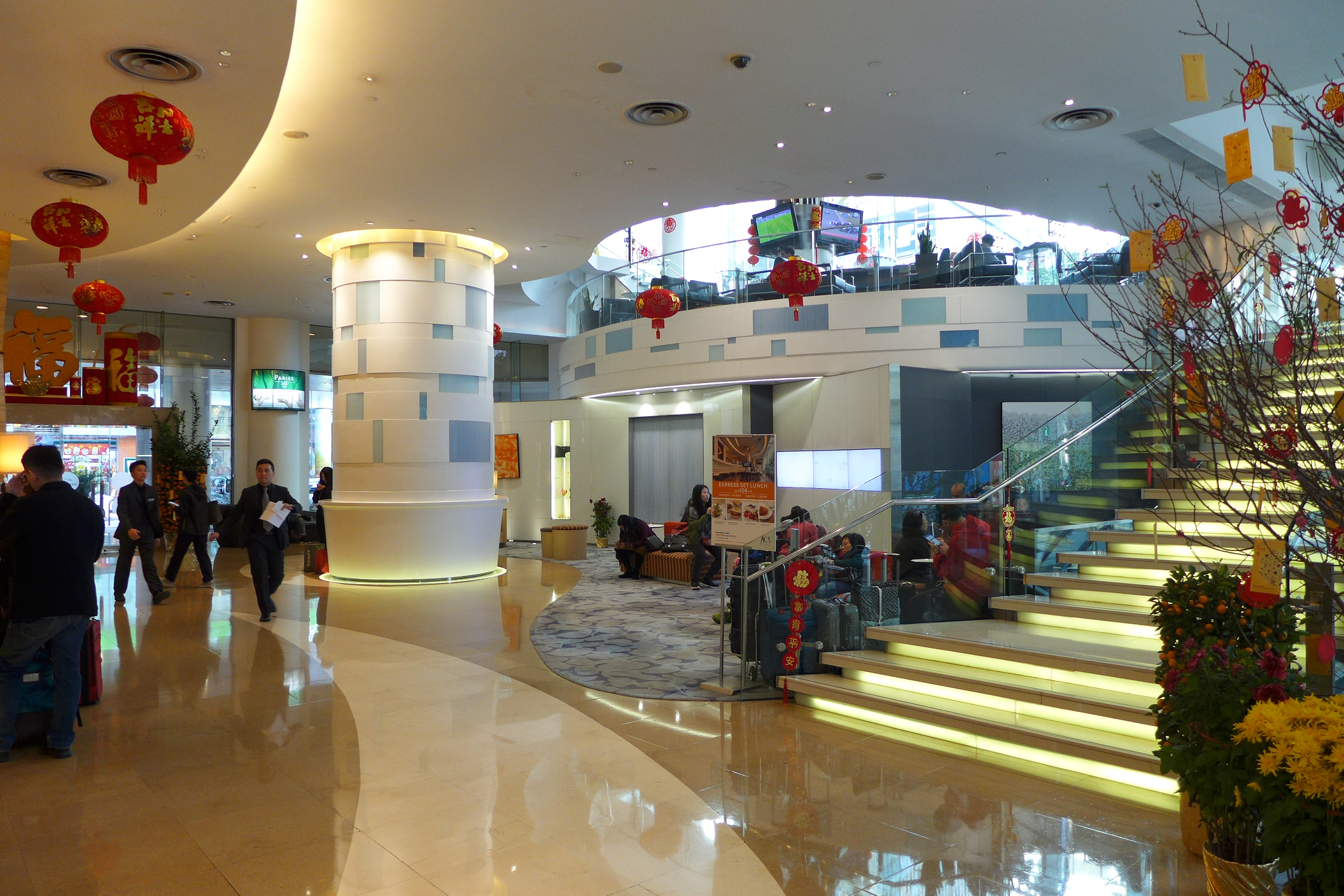
酒店大堂

香港諾富特世紀酒店（英語：Novotel Century Hong Kong），前稱世紀香港酒店，為香港的一間四星級酒店，位處於香港島灣仔謝斐道238號，鄰近港鐵灣仔站，酒店於1993年開幕，共提供509間豪華客房，包括483間寬敞舒適的客房，以及23間豪華套房及5間傷殘人士客房，由雅高集團管理。

## 酒店設施
- 健身中心

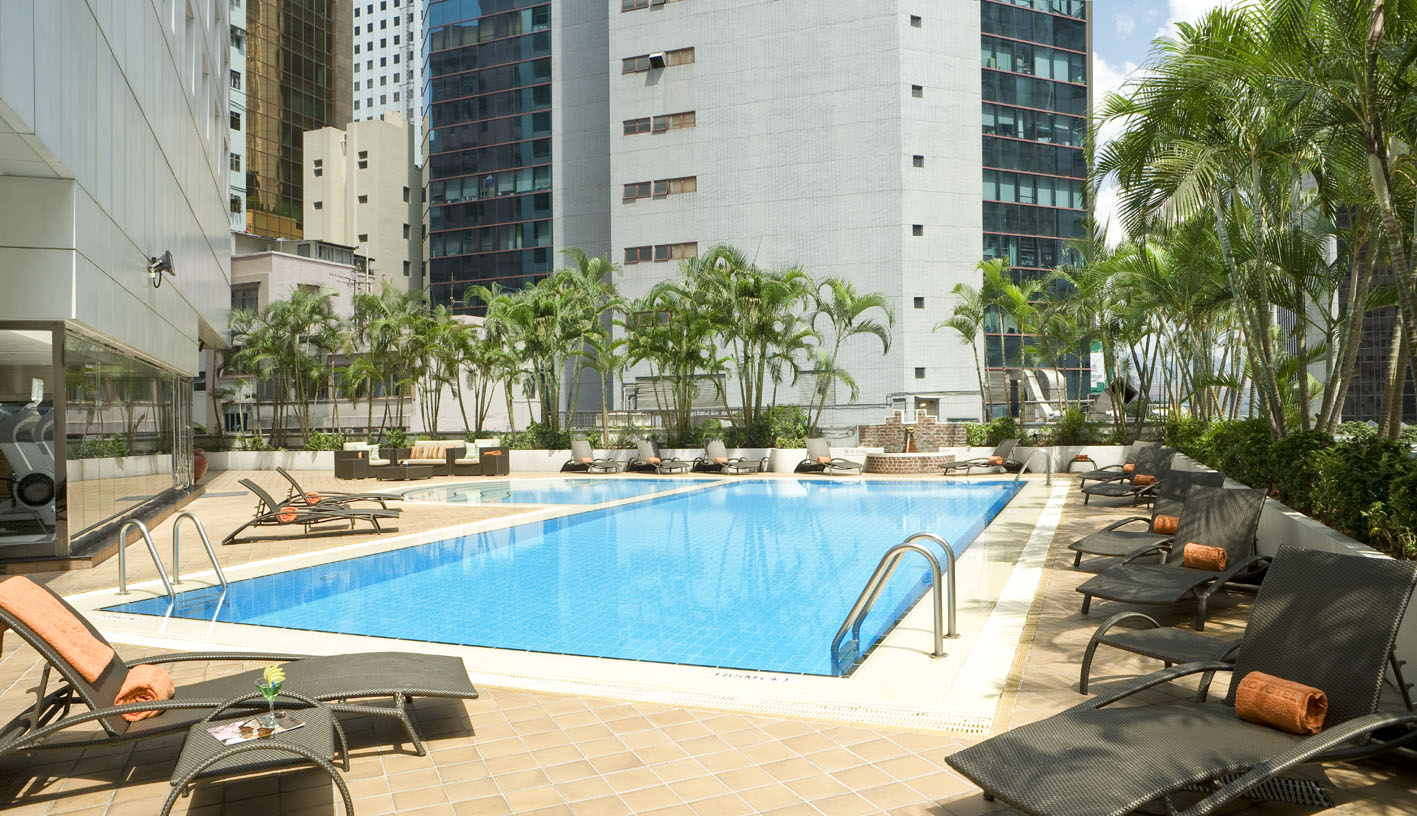
室外游泳池

- 室外游泳池

- 俱樂部貴賓室
- 會議室
- 商務中心
- 外幣兌換處
- 有篷停車場
- 餐廳
- 酒吧
- 咖啡廳

## 餐廳
- Le Cafe（咖啡室）餐廳資料 （页面存档备份，存于）
- Pepino意大利餐廳（意大利菜） 餐廳資料
- AK's 酒廊（酒吧）餐廳資料

## 鄰近
- 駱克道市政大廈
- 駱克道
- 史釗域道
- 軒尼詩道
- 動漫基地
- 新鴻基中心

## 參看
- 香港酒店列表
- 宜必思世紀軒
- 諾富特東薈城酒店
- 雅高集團

## 外部連結
- 香港諾富特世紀酒店官方資料 （页面存档备份，存于）
- 香港諾富特世紀酒店